# Czapla trójbarwna
Czapla trójbarwna (Egretta tricolor) – gatunek ptaka z rodziny czaplowatych (Ardeidae), zamieszkujący wybrzeża i wyspy Ameryki Północnej i Południowej. Nie jest zagrożony.

## Systematyka
Gatunek ten po raz pierwszy zgodnie z zasadami nazewnictwa binominalnego opisał w 1776 roku Philipp Ludwig Statius Müller, opierając się o wcześniejszy opis de Buffona. Müller nadał gatunkowi nazwę Ardea tricolor, a jako miejsce występowania wskazał Amerykę, nie podając żadnych szczegółów. Później uściślono, że miejscem typowym była Kajenna (obecnie Gujana Francuska). Obecnie gatunek umieszczany jest w rodzaju Egretta.
Zwykle wyróżnia się dwa podgatunki E. tricolor:
- E. tricolor ruficollis Gosse, 1847
- E. tricolor tricolor (Statius Muller, 1776)

W 1906 roku Carl Eduard Hellmayr opisał podgatunek rufimentum z Trynidadu, ale jest on obecnie synonimizowany z podgatunkiem nominatywnym. Ptaki z zachodniego Meksyku niektórzy autorzy wydzielają do osobnego podgatunku occidentalis, jednak zwykle jest on uznawany za synonim E. t. ruficollis.

## Morfologia
WyglądJest to jeden z mniejszych gatunków czapli. Długie nogi i szyja, długi żółtoszarawy dziób z czarną plamą na czubku. Nogi i stopy są ciemne. Smukła sylwetka. Upierzenie wierzchnie niebieskawe; kuper, brzuch, boki, pokrywy podskrzydłowe białe; głowa i szyja ciemne. W okresie godowym na głowie, szyi i plecach wyrastają długie niebieskie pióra.
Wymiary średniedługość ciała ok. 56 cm

rozpiętość skrzydeł ok. 96 cm

masa ciała ok. 350 g.

## Zasięg, środowisko
Południowe i wschodnie wybrzeża Ameryki Północnej, Ameryka Środkowa, wybrzeża północnej Ameryki Południowej po północno-wschodnią Brazylię i północne Peru.
Poszczególne podgatunki zamieszkują:
- E. tricolor ruficollis – wschodnie i południowo-wschodnie USA, wschodni i zachodni Meksyk po północno-zachodnią Amerykę Południową, Indie Zachodnie.
- E. tricolor tricolor – północno-środkowa i północno-wschodnia Ameryka Południowa.

## Ekologia
RozródUlubionym miejscem gniazdowania są tropikalne bagna. Gniazduje na drzewach i krzewach, w koloniach, często w towarzystwie innych czapli. W jednym lęgu składa 3–7 jaj.
OdżywianieOdżywia się, brodząc w płytkiej wodzie, łowiąc ryby długim, ostrym dziobem. Szukając pożywienia, czatuje nieruchomo, biega lub powoli śledzi ofiarę. Zjada ryby, skorupiaki, małe gady i owady.

## Status
Międzynarodowa Unia Ochrony Przyrody (IUCN) uznaje czaplę trójbarwną za gatunek najmniejszej troski (LC – Least Concern). Ogólny trend liczebności uznawany jest za stabilny, choć u niektórych populacji nie jest on znany.

## Linki zewnętrzne

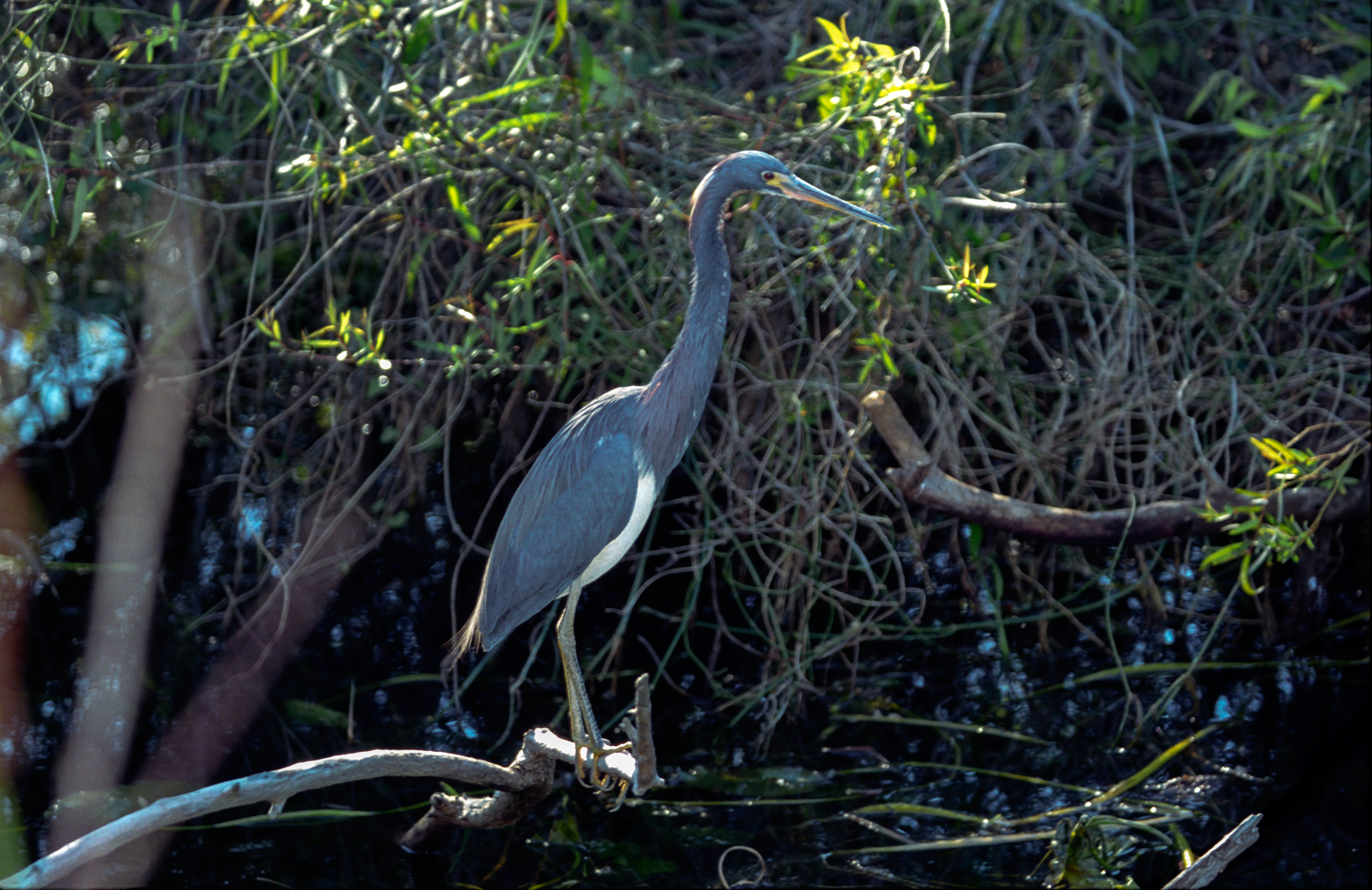
Czapla trójbarwna – bagna Everglades